# Walter Houser Brattain
Walter Houser Brattain (Amoy, China, 10 de febrero de 1902 - 13 de octubre de 1987) fue uno de los físicos que inventó el transistor.
Comenzó a trabajar como físico en la división de radio del Instituto Nacional de Estándares y Tecnología, en 1929 se incorporó a los laboratorios de la Compañía Telefónica Bell. En la época en que trabajaba allí, él y los físicos estadounidenses William Shockley y John Bardeen inventaron un pequeño dispositivo electrónico llamado transistor. Se anunció por primera vez en 1948 y se terminó en 1952, empleándose comercialmente en radios portátiles, audífonos y otros aparatos. Por su trabajo con los semiconductores y por el descubrimiento del transistor, Brattain compartió con Shockley y Bardeen en 1956 el Premio Nobel de Física.